# Ténébrion meunier
Tenebrio molitor
Espèce
Le Ténébrion meunier (Tenebrio molitor) est une espèce d'insectes coléoptères qui affectionne notamment les farines de céréales, de la famille des ténébrionidés.
C'est un insecte cosmopolite, probablement d'origine européenne, mais disséminé aux quatre coins du monde depuis longtemps, à cause des échanges commerciaux de denrées alimentaires dont il est friand. Il est capable de vivre dans des denrées stockées très sèches, notamment dans la farine, et on en trouvait de nombreuses larves dans les anciens moulins, d'où son nom de meunier. Sa larve se montre même capable de manger certaines formes de polystyrène expansé. Il peut vivre pendant 6 mois.

## Systématique
L'espèce Tenebrio molitor a été décrite par le naturaliste suédois Carl von Linné en 1758.

## Description
L'adulte est de couleur brun-noir (d'où le nom Tenebrio), le juvénile est brun-orangé. La larve est vermiforme, de couleur marron-jaune : on l'appelle le ver de farine. L'adulte atteint 1,5 cm en moyenne (1,2 à 1,8 cm). À la fin de son développement, la larve peut être plus longue (jusqu'à dépasser 2,5 cm) que l’adulte, mais moins large. Elle change de forme au cours de la nymphose, en formant une nymphe.

## Distribution
Cette espèce est cosmopolite.

## Biologie

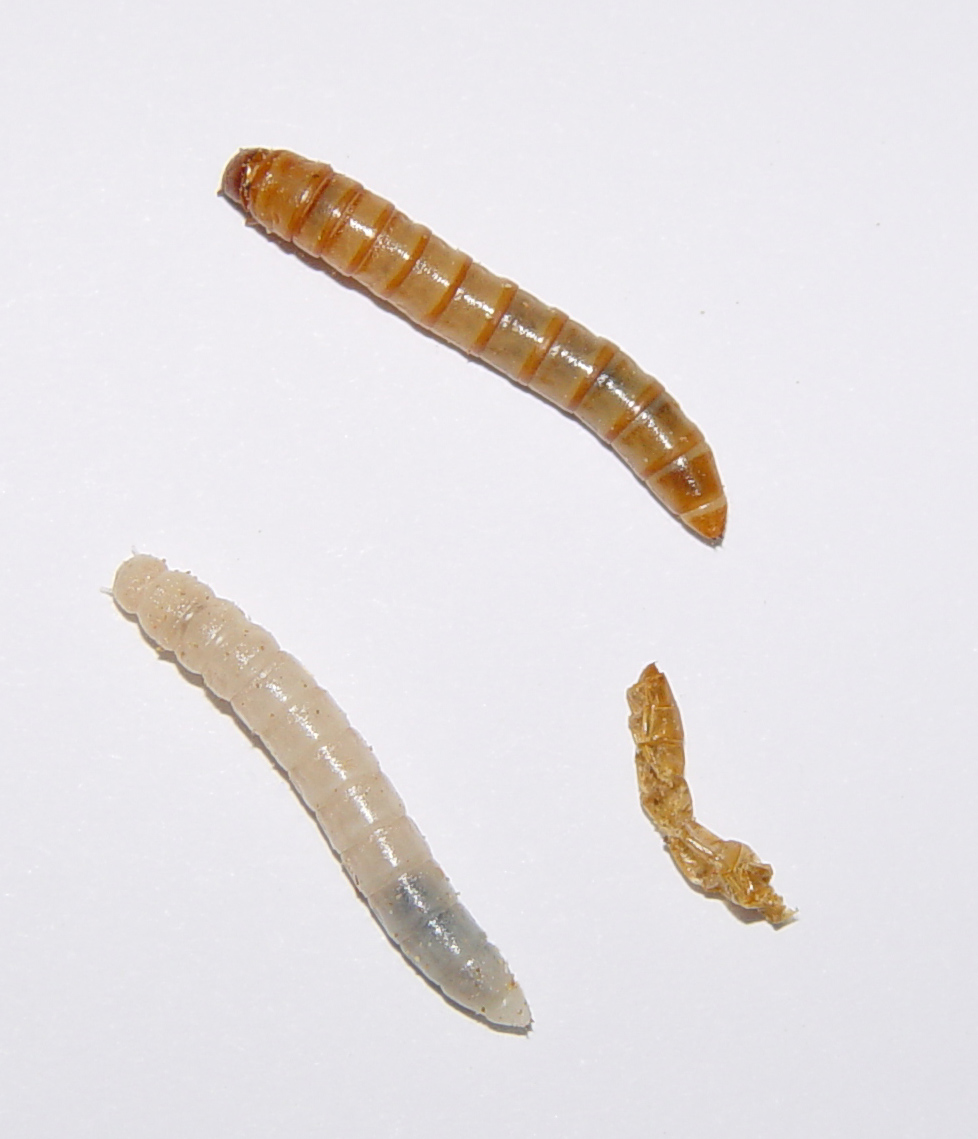
Ver de farine venant de muer (blanc), près de son ancienne cuticule froissée ou exuvie et une autre larve de couleur sombre, avant la mue.

Comme chez tous les arthropodes, la croissance est discontinue (indirecte) : l'animal est recouvert d'une cuticule rigide, lui servant d'exosquelette, qu'il doit renouveler périodiquement pour en fabriquer une plus grande. C'est le phénomène de la mue.

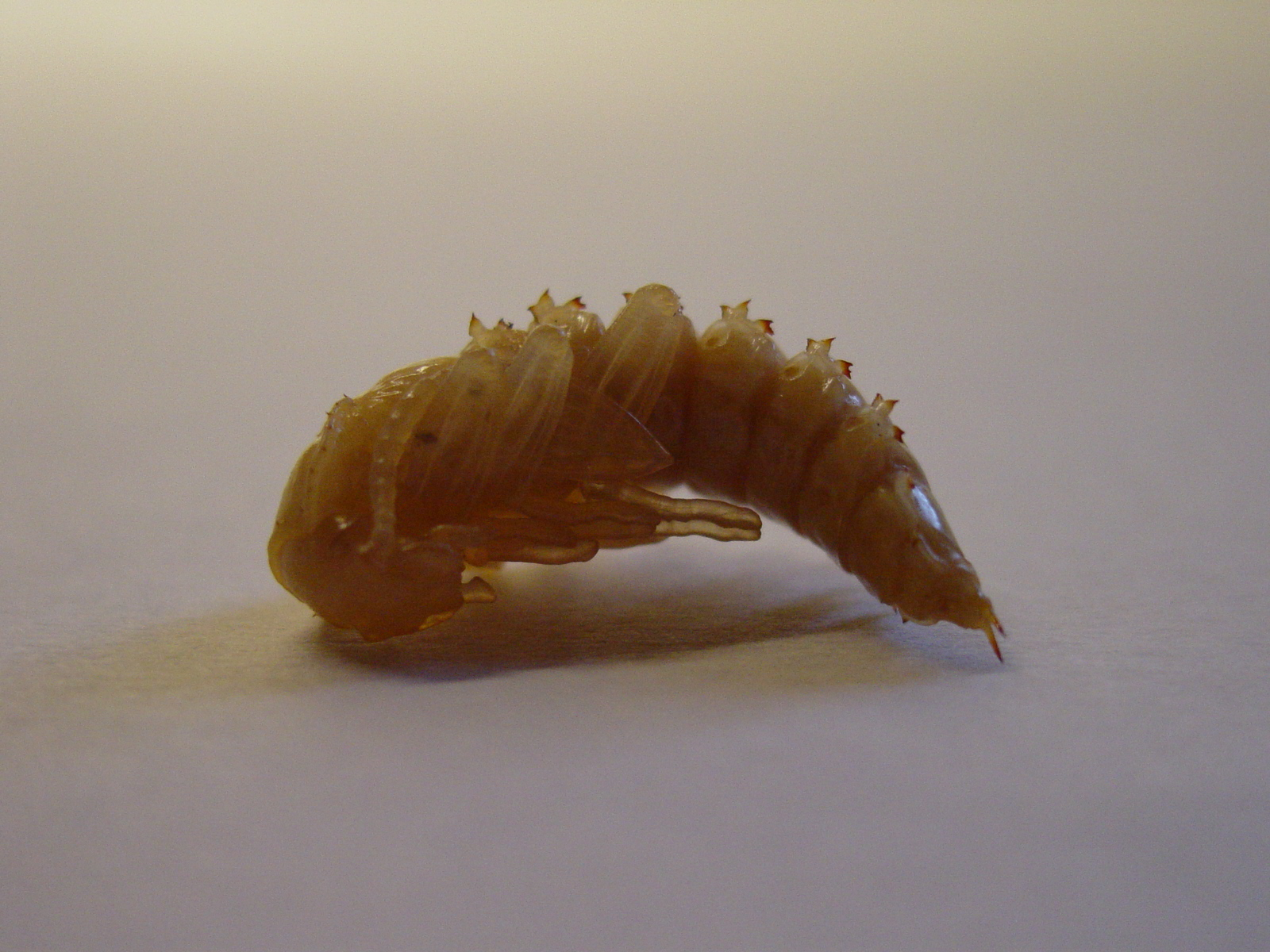
Ténébrion meunier au stade de nymphe.

Le ténébrion se reproduit relativement vite : le cycle de développement complet peut s'effectuer en deux à trois mois, si les conditions sont favorables (25 à 27 °C), mais peut prendre une année dans la nature. La femelle pond des œufs très petits et transparents, difficiles à détecter dans la farine.
L'incubation des œufs dure de 4 à 18 jours.
Il sort des œufs de minuscules larves blanches de 2 mm de long, qui se colorent peu à peu.
Le nombre de stades larvaires, séparés par des mues, est variable : un minimum de 8, un maximum pouvant dépasser 20. L'animal est en effet capable d'adapter la vitesse de son développement discontinu aux conditions extérieures. Il aura tendance à grossir plus et à faire plus de mues larvaires s'il trouve de la nourriture en abondance et s'il vit au contact d'autres larves (donnant ainsi des adultes plus gros). Au contraire, il aura tendance à se métamorphoser moins vite si les ressources alimentaires s'épuisent ou s'il est isolé (donnant ainsi des adultes plus petits). La larve peut atteindre environ 30 mm de long.
Le stade larvaire dure de 2 à 6 mois selon la température voire parfois un an.
Avant la dernière mue de laquelle sortira la nymphe, la larve ne s'active plus.
La durée de la nymphose est de 6 à 20 jours selon la température
La transformation de la nymphe en adulte est facile à observer, il suffit de guetter ces quelques signes : la nymphe est agitée de petits mouvements d'abdomen réguliers ; les pattes, les yeux et les antennes se colorent d'un marron-rouge, l'ocelle (la tête) devient orange, les futures ailes et les pattes s'écartent lentement du corps. Puis, la nymphe commence à muer, et les élytres s'étirent jusqu'à avoir leur forme d'adulte.
Au stade imago, les juvéniles sont d'abord presque blancs avec la tête rousse puis le corps se colore progressivement de brun-roux en une douzaine d'heures, la coloration noire apparaît en quelques jours.
L'adulte peut vivre quelques semaines (à 2 mois ou plus) au cours desquelles la femelle effectue plusieurs cycles de ponte (quelques centaines d'œufs au total).
Bien que doté d'ailes, l'adulte vole rarement,.

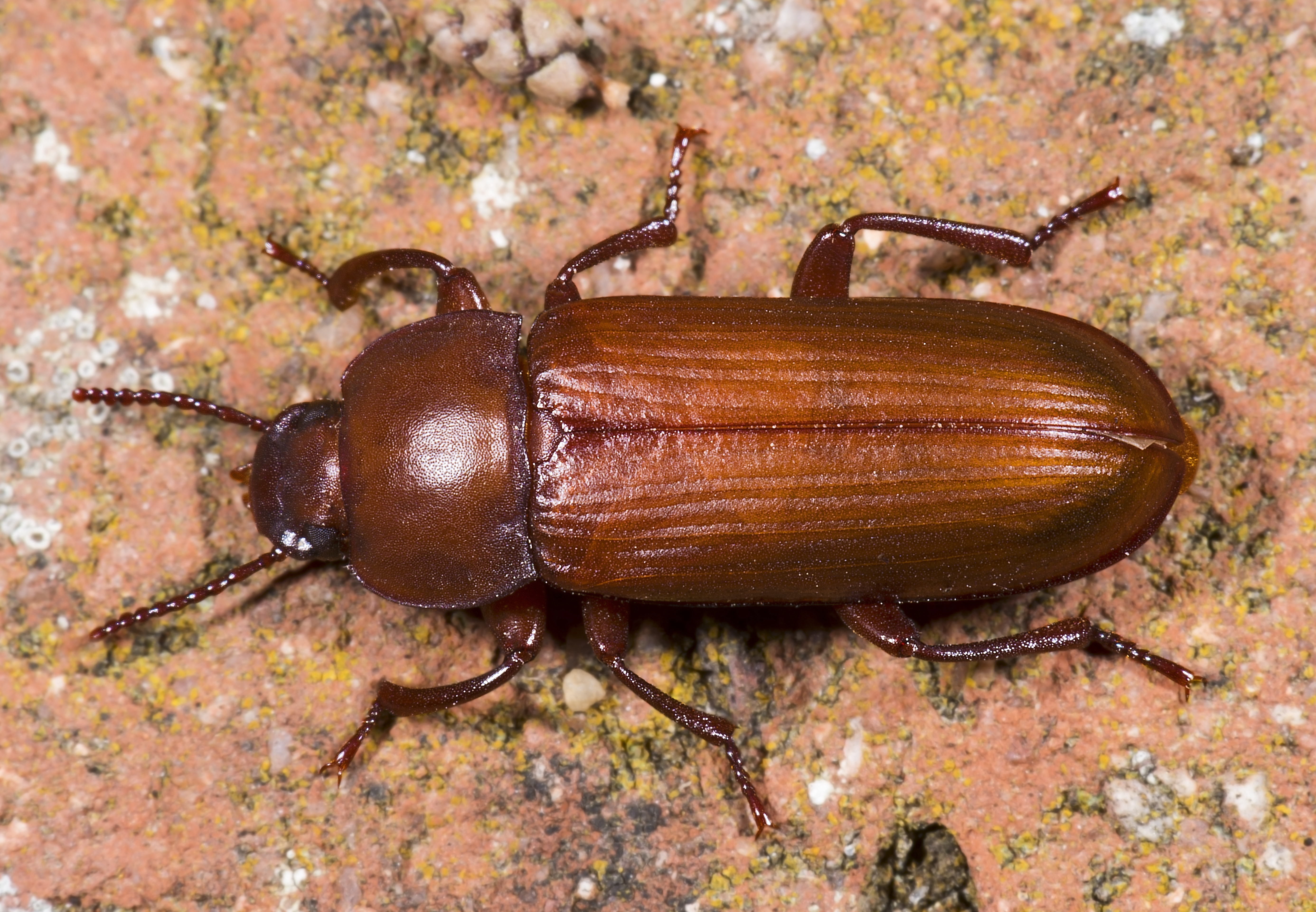
Forme juvénile rousse.

On peut le trouver en été sous les écorces.

### Alimentation
Le Ténébrion Meunier est omnivore et saprophage. Il pourra aussi manger des insectes morts et des fruits ou légumes en voie de décomposition, cependant, sa principale source de nourriture reste la farine. Pour le reste, il mange des feuilles fraîches de tout genre, et des épluchures de fruits et légumes s'il se trouve dans un environnement urbain.
Pour un article plus général, voir Organisme dégradant le plastique.
La larve se montre capable de manger certaines formes de polystyrène expansé. Une expérimentation montre qu'il faut 138 jours à 100 vers de farine pour manger un masque de protection FFP jetable réduit en microparticules de plastique mélangées à du son de blé. Ce qui serait insuffisant pour intégrer ce processus dans une chaîne alimentaire durable au sein d'un système d'élevage,.

## Élevage
Cet insecte est inoffensif pour l'humain et facile à élever.
Il suffit d'acheter quelques larves, vendues sous le nom de « ver de farine », dans une animalerie et de les mettre dans un récipient contenant quelques centimètres de farine de céréales. Les parois du bac seront lisses et non comestibles pour éviter que l'insecte ne grimpe ou ne le ronge. En élevage, le ténébrion adulte reste dans ce bac et ne s'envole pas ; en effet, l'imago ne vole que pour s'extraire d'un milieu où la nourriture manque. Les larves, quant à elles, s'enfoncent dans la farine pour se nourrir et remontent à la surface pour effectuer leurs mues et leur métamorphose.
Une particularité remarquable de cet animal est qu'il n'est pas nécessaire de lui donner de l'eau, ce qui en simplifie grandement l'élevage. En effet, il est capable de récupérer l'eau contenue dans l'air atmosphérique et dans des aliments très desséchés. Comme beaucoup d'autres Tenebrionidae, il est adapté à vivre dans des conditions désertiques.
Toutefois, cet insecte est considéré comme omnivore (polyphage) car il affectionne aussi les fruits, les légumes et les protéines. Un morceau de pomme ou de carotte, de temps en temps, ou quelques épluchures permettront aux larves de prendre du poids plus rapidement. Il convient toutefois de vérifier que ces aliments ne sont pas contaminés par un insecticide ou d'autres polluants ; il est par exemple vulnérable au sélénium. On peut également leur donner du son, du pain, des croquettes pour chat, ou toute autre denrée séchée. D'autre part, cet animal n'hésite pas à dévorer ses congénères lorsqu'ils sont morts, blessés ou simplement affaiblis par les mues de métamorphose. Pour que l'élevage perdure, il est donc conseillé d'isoler les jeunes nymphes nouvellement formées (qui n'ont pas besoin de manger) et de ne les remettre dans un bac de nourriture que deux ou trois jours après la mue adulte.
Il n'est pas du tout aisé de reconnaître un mâle d'une femelle lorsqu'ils sont adultes. La couleur n'est pas un critère pertinent. La différence est visible chez la nymphe, dont on peut observer les pièces génitales en formation au bout de l'abdomen. Le sexe de l'adulte peut être déterminé en exerçant une pression légère sur le haut du corps de l'animal, progressivement du thorax jusqu'à l'abdomen, ce qui a pour effet de chasser l'hémolymphe vers les parties génitales qui se dévaginent ainsi de l'intérieur du corps.

## Usages
On peut trouver cet insecte dans la plupart des animaleries car il est élevé pour divers usages : la pêche, l'alimentation animale et, même, parfois, pour l'alimentation humaine (entomophagie, voir plus bas).

### Observation scientifique
De par la facilité de son élevage, cet insecte est très utilisé dans les laboratoires de recherches pour des études physiologiques sur son développement et sur son endocrinologie : sa nymphe est très sensible à l'hormone juvénile par exemple, ce qui a notamment permis d'étudier cette hormone en détail, ainsi que beaucoup de composés mimétiques (modulateurs endocriniens) ou pesticides.
L'élevage, à la portée des enfants, est tout à fait recommandé en milieu scolaire pour des observations sur le développement des insectes.

### Pêche
La larve du ténébrion peut servir d'appât pour les poissons.

### Alimentation animale

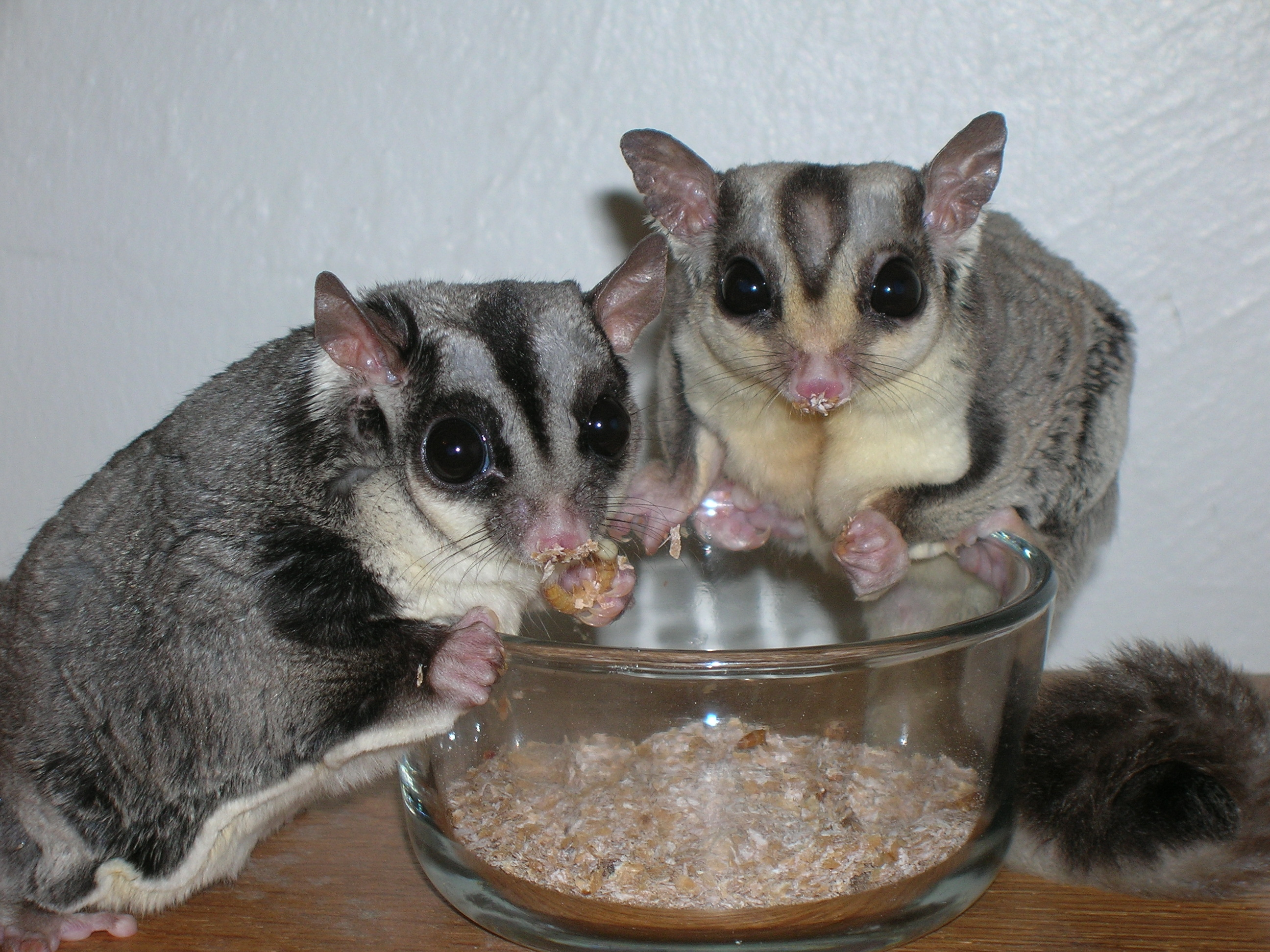
Phalangers volants nourris avec des vers de farine.

Le ver de farine sert à l'alimentation en élevage de nombreuses espèces d'insectivores : oiseaux, reptiles, amphibiens, poissons, fourmis, rongeurs…
Attention à bien doser les quantités et la fréquence de nourrissage, les vers de farines sont gras et peuvent occasionner de graves problèmes de santé si donné trop régulièrement et en grande quantité.

### Alimentation humaine

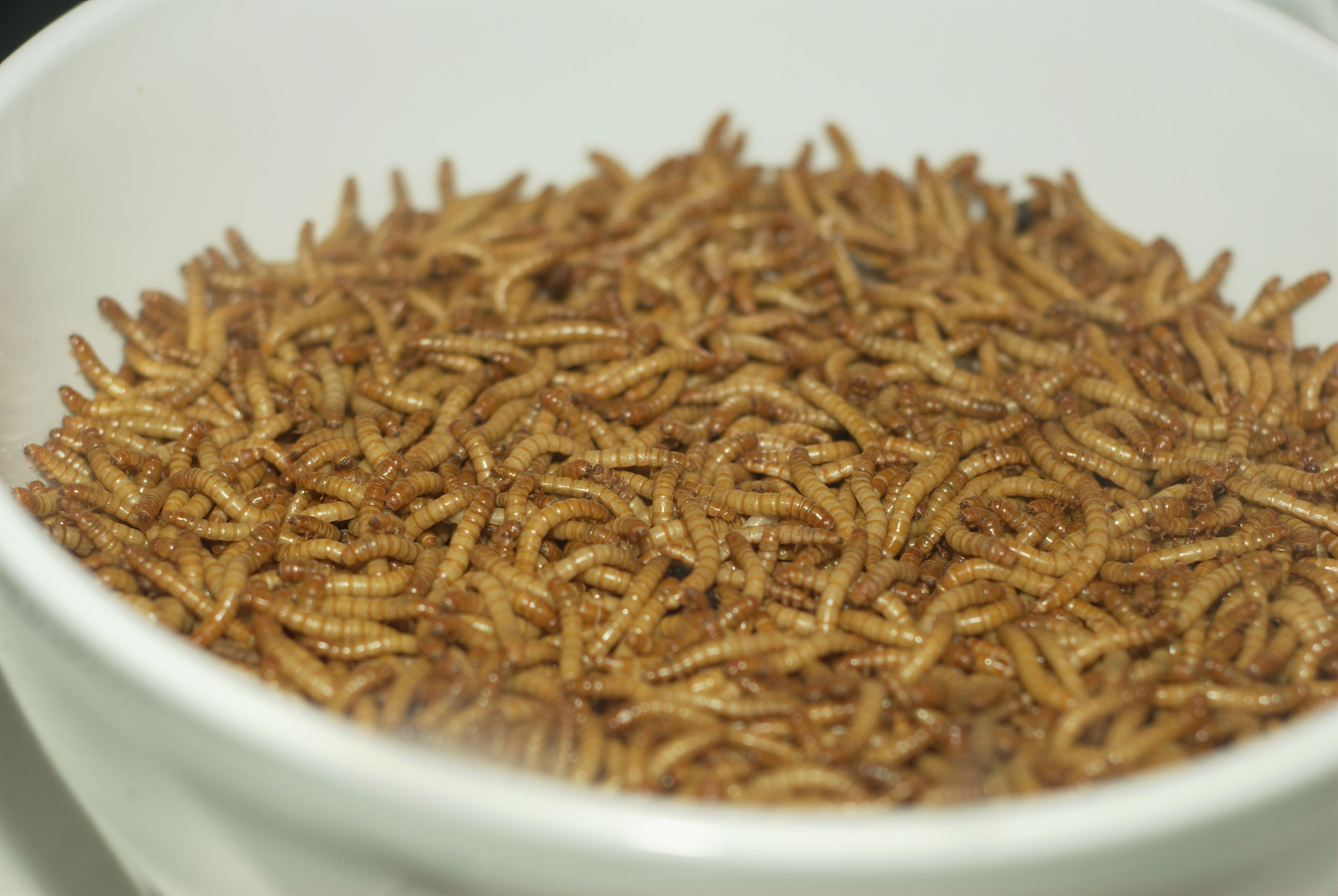
Plat de vers de farine.

En Europe, elle est mise en vedette au XXIe siècle par des émissions de télévision montrant des concurrents contraints d'en manger pour réussir une épreuve. Toutefois, les individus achetés en animalerie ne sont pas garantis sans parasites transmissibles à l'humain. Il faut être certain de la qualité de l'élevage ou éviter la consommation crue de cet insecte (voir ci-dessous).
Consommées vivantes, les larves sont très juteuses et d'une saveur assez sucrée. Leur goût rappelle celui de la noisette et de l'amande. Les vers de farine peuvent remplacer les noix, les raisins secs ou bien même les morceaux de chocolat dans les pâtisseries. Dans les tartes salées, ils remplacent les lardons ou le jambon. On peut aussi les faire frire et les consommer comme des petits lardons grillés.
La larve de cet insecte, riche en protéines, est souvent utilisée par les adeptes de la consommation d'insectes, ou entomophagie, ou a été proposée comme complément alimentaire. La chair de la larve est comme pour beaucoup de larves d'insectes naturellement assez pauvre en calcium, mais ceci peut être compensé par une supplémentation en calcium sous forme de CaCO3 de la nourriture de la larve. Le calcium contenu par la larve a alors une excellente biodisponibilité ; 76 % comme celui de la coquille d'huître réputée être l’une des meilleurs sources de calcium biodisponible.
Les vers de farine présentent un réel avantage nutritionnel. En effet, à masse égale il y a autant de protéines dans des vers de farine que dans de la viande de bœuf. Les vers de farine contiennent également de nombreux nutriments et vitamines, comme des oméga 3, des oméga 6 ou des vitamines B12 mais sont également riches en fer, en zinc et en fibres (il y a à masse égale plus de fibres dans des vers de farine que dans des brocolis).
Les Tenebrio molitor ont aussi un autre atout qui est l'apport des 9 acides aminés essentiels à l'Homme. En effet, l’Homme doit consommer certains acide aminés essentiels. Ce sont des acides aminés que le corps humain est incapable de synthétiser. Cette capacité de synthèse varie selon l’âge, la santé et la situation dans laquelle le sujet se trouve. Ainsi, leur nombre varie d’une étude à l’autre mais neufs sont communs à toutes les études : le tryptophane, la lysine, la méthionine, la phénylalanine, la thréonine, la valine, la leucine, l'isoleucine et l'histidine.
Le taux de protéines est le plus élevé à l'état larvaire de ce coléoptère. En effet, son cycle de vie se fait en 4 phases et c’est à ce moment que l’insecte a le plus accumulé de réserves avant sa métamorphose en nymphe. Ce stade est atteint lorsque la larve fait environ 100 à 120 mg.
Grâce à la Methode de Kjeldahl, le taux de protéines a été calculé et plus particulièrement les taux d'acides aminés.
La teneur en protéines est généralement calculée à partir de l'azote total en utilisant le facteur de conversion azote-protéine. Or l’azote présent chez cet insecte n’est pas que protéique, certaines molécules comme la chitine sont de nature glucidique et contiennent de l’azote. Cela fausse donc les résultats du taux d’acides aminés acides présents. Ainsi, ce taux de conversion (Kp) est passé de 6,25 (T.molitor) à 5,60 ± 0,39 (T.molitor extract).
Le 4 mai 2021 l’Union européenne a autorisé l’utilisation alimentaire des larves du ténébrion meunier, encore appelées « vers de farine », sous forme de poudre ou d’insectes séchés. Ainsi, cette source de protéine devient une alternative pour nourrir les Hommes et animaux.
Le ténébrion meunier peut être vecteur de vers parasites apparentés au ténia (du genre Hymenolepis). Il faut donc éviter de le manger cru si on n'est pas certain de la qualité de l'élevage.
Les vers de farine peuvent causer des manifestations allergiques respiratoires chez des pêcheurs ou des employés exposés à ces insectes.